# کارمن کاس
کارمن کاس (استونیایی: Carmen Kass؛ زادهٔ ۱۴ سپتامبر ۱۹۷۸ ‏(۴۶ سال)) مدل، هنرپیشه و شطرنج‌باز اهل استونی است.
از فیلم‌ها یا برنامه‌های تلویزیونی که وی در آن نقش داشته‌است می‌توان به زولندر اشاره کرد.